# Mehrfachrolle
Unter einer Mehrfachrolle versteht man die Darstellung mehrerer Figuren durch den gleichen Schauspieler. Werden nur zwei Figuren dargestellt, dann spricht man von einer Doppelrolle.

## Erklärung
Diese Darstellungsform kommt zumeist in Komödien vor. Vielfach werden mehrere Familienmitglieder durch den gleichen Schauspieler verkörpert. Mehrfachrollen sind zwar auf der Bühne möglich, jedoch ist die gleichzeitige Darstellung verschiedener Charaktere am besten im Film und im Fernsehen realisierbar, da mit der Kameraeinstellung und dem Filmschnitt gearbeitet werden kann.

## Filmschauspieler mit Mehrfachrollen (Auswahl)
- 1939: Frank Morgan (5 Rollen) in Das zauberhafte Land
- 1939: Margaret Hamilton (3 Rollen) in Das zauberhafte Land
- 1943: Deborah Kerr (3 Rollen) in Leben und Sterben des Colonel Blimp
- 1949: Alec Guinness (8 Rollen) in Adel verpflichtet
- 1950: Red Skelton (3 Rollen) in Brustbild, bitte!
- 1954: Fernandel (6 Rollen) in Der Hammel mit den fünf Beinen
- 1955: Moira Shearer (4 Rollen) in Der Mann, der Rothaarige liebte
- 1957: Alec Guinness (7 Rollen) in Kapitän Seekrank
- 1959: Heinz Erhardt (3 Rollen) in Drillinge an Bord
- 1959: Peter Sellers (3 Rollen) in Die Maus, die brüllte
- 1962: Totò (6 Rollen) in  Totò Diabolicus
- 1963: Jerry Lewis (3 Rollen) in Der verrückte Professor
- 1964: Tony Randall (8 Rollen) in Der mysteriöse Dr. Lao
- 1964: Peter Sellers (3 Rollen) in Dr. Seltsam – Oder: wie ich lernte, die Bombe zu lieben
- 1965: Jerry Lewis (7 Rollen) in Das Familienjuwel
- 1965: Jean Marais (3 Rollen) in Fantomas gegen Interpol
- 1974: Peter Sellers (6 Rollen) in Weiche Betten, harte Schlachten
- 1975: Monty Python in Die Ritter der Kokosnuß
- 1977: Richard Pryor (3 Rollen) in Wie geht’s aufwärts?
- 1978: David Carradine (4 Rollen) in Das Geheimnis des blinden Meisters
- 1979: Peter Sellers (3 Rollen) in Der Gefangene von Zenda
- 1980: Jackie Gleason (3 Rollen) in Das ausgekochte Schlitzohr ist wieder auf Achse
- 1985: Dieter Hallervorden (7 Rollen) in Didi und die Rache der Enterbten
- 1988: Arsenio Hall (4 Rollen) in Der Prinz aus Zamunda
- 1988: Eddie Murphy (4 Rollen) in Der Prinz aus Zamunda
- 1989: Michael J. Fox (3 Rollen) in Zurück in die Zukunft II
- 1989: Michel Côté (4 Rollen) in Sweet Machos
- 1990: Meg Ryan (3 Rollen) in Joe gegen den Vulkan
- 1991: Loriot (4 Rollen) in Pappa ante portas
- 1995: Eddie Murphy (3 Rollen) in Vampire in Brooklyn
- 1996: Eddie Murphy (7 Rollen) in Der verrückte Professor
- 1999: Ralph Fiennes (3 Rollen) in Sunshine - Ein Hauch von Sonnenschein
- 1999: Mike Myers (3 Rollen) in Austin Powers – Spion in geheimer Missionarsstellung
- 2000: Eddie Murphy (8 Rollen) in Familie Klumps und der verrückte Professor
- 2002: Mike Myers (4 Rollen) in Austin Powers in Goldständer
- 2007: Eddie Murphy (3 Rollen) in Norbit
- 2012: Tom Hanks, Halle Berry, Hugh Grant u. a. in Cloud Atlas
- 2017: Noomi Rapace (7 Rollen) in What Happened to Monday?
- 2020 Vanessa Hudgens (3 Rollen) in Prinzessinnentausch: Wieder vertauscht

### Mehrfachrollen in Serien
- Nina Dobrev (2 Hauptrollen + 1 Nebenrolle) in Vampire Diaries
- Tatiana Maslany (4 Hauptrollen, 4 Nebenrollen + 3 Rollen die nur auf Fotos zu sehen waren) in Orphan Black